# Stapediusreflex
De stapediusreflex is een reflex van het oor waarbij de musculus stapedius: een spier die aan de stijgbeugel in het middenoor zit, aanspant bij hard geluid op het trommelvlies waarmee gehoorschade wordt voorkomen. 
Bij stapediusreflexaudiometrie - onderdeel van het audiologisch onderzoek - wordt onderzocht of de stapediusreflex nog functioneert.  Bij de test wordt er een dopje in het oor geplaatst dat zich vast zuigt. In het dopje zitten sensoren die drukverschillen kunnen meten. Vervolgens wordt door middel van harde geluiden het trommelvlies in trilling gebracht waardoor drukverschillen in de buitenste gehoorgang ontstaan. Deze worden door het dopje gemeten. Bij een normaal gezond oor zal de musculus stapedius aanspannen en via de gehoorbeentjes keten het trommelvlies remmen.
Deze test is negatief bij mensen die een stapedectomie hebben ondergaan, omdat dan het spiertje chirurgisch is doorgesneden.